# Jamberoo australis
Jamberoo australis là một loài nhện trong họ Stiphidiidae.
Loài này thuộc chi Jamberoo. Jamberoo australis được M.R. Gray & H. M. Smith miêu tả năm 2008.